# Port lotniczy Kovin
Port lotniczy Kovin (IATA: KON, ICAO: LY87) – wojskowy port lotniczy położony w miejscowości Kovin, w Serbii.